# معركة العلمين الثانية

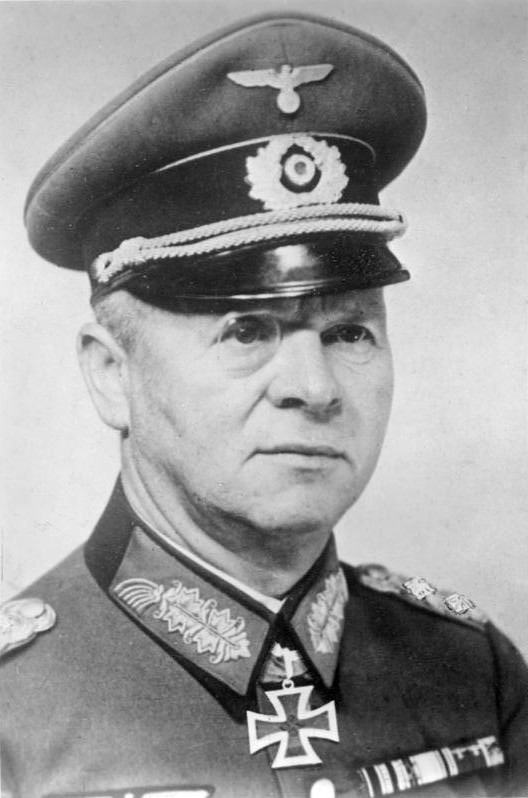
غيورغ فون شتومه، قائد قوات المحور في بداية المعركة، والذي توفي بأزمة قلبية يوم 24 أكتوبر (أثناء المعركة)

معركة العلمين الثانية (23 أكتوبر - 11 نوفمبر 1942) هي معركة عسكرية وقعت في العلمين على بعد 90 كم غرب مدينة الإسكندرية في مصر وذلك خلال الحرب العالمية الثانية، شهدت المعركة انتصار حاسمًا للحلفاء ومثّلت نقطة تحول لحملة الصحراء الغربية.

## الخلفية التاريخية
- بعد أن فشل القائد الألماني إرفين رومل في اختراق الخطوط البريطانية في معركة علم حلفا لم يكن أمامه ما يفعله سوى انتظار الهجوم البريطاني التالي على أمل أن يقوم بصده على الأقل. وفي يوم 23 سبتمبر 1942 سافر رومل إلى ألمانيا لتلقي العلاج، تاركاً وراءه غورغ فون شتومه (بالألمانية: Georg Stumme) قائداً لقوات المحور في شمال أفريقيا.
- في 24 سبتمبر، أثناء طريق العودة، التقى رومل بالزعيم الإيطالي بينيتو موسوليني، وشرح له مشاكل الإمدادات في الجبهة، وأنه إن لم تصل الإمدادات إلى المستوى المطلوب فسيضطرون للتخلي عن شمال أفريقيا، إلا أن موسوليني بدا عليه، وفقاً لرومل، عدم تقديره لخطورة الوضع.
- بالنسبة للبريطانيين فقد استمروا في تعزيز موقفهم، واستمروا في تلقي الإمدادات من بريطانيا والولايات المتحدة، ولم يكن على هارولد ألكسندر، قائد القوات البريطانية في الشرق الأوسط، وبرنارد مونتغمري، قائد الجيش الثامن البريطاني، سوى اختيار الوقت الذي يناسبهم للهجوم.

## ميزان القوى
- إجمالاً كان البريطانيون متفوقين في كل المجالات على قوات المحور، وهو لا يشابه الوضع في معركة عين الغزالة حيث كانت قدرات الطرفين متكافئة.
- إضافة على ذلك كان طريق الإمدادات قصير بالنسبة للبريطانيين، حيث يبعد ميناء الإسكندرية حوالي 110 كم عن الجبهة، ويبعد ميناء السويس حوالي 345 كم عن الجبهة. أما بالنسبة للمحور فإن أقرب ميناء وهو طبرق يبعد أكثر من 590 كم عن الجبهة، كما يبعد ميناء بنغازي أكثر من 1050 كم، ويبعد ميناء طرابلس أكثر من 2100 كم. أضف إلى ذلك أن طريق الإمدادات بالنسبة لقوات المحور يتعرض للغارات من جزيرة مالطة، ومن الفدائيين في الصحراء.

## سير المعركة

برنارد مونتغمري يتفقد دباباته المتوجهة نحو ميدان المعركة

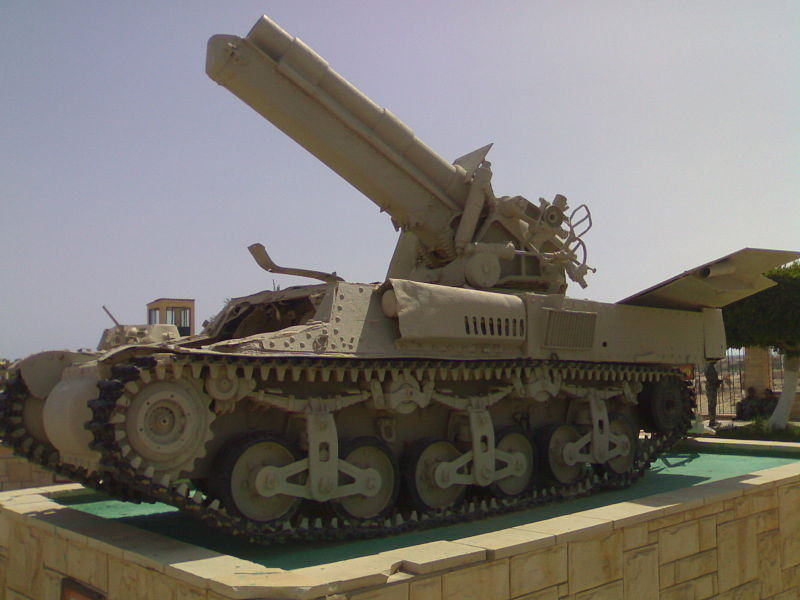
مدفع هومل ألماني عيار 150 مم شارك في معارك الحرب العالمية الثانية بصحراء العلمين ـ الصورة من متحف العلمين الحربي

- في الساعة 21.25 من ليل يوم 23 أكتوبر 1942 بدأ البريطانيون الهجوم بقصف مدفعي.
- في يوم 24 أكتوبر يتوفى القائد الألماني فون شتومه، ويتولى القائد الألماني ريتر فون توما (بالألمانية: von Thoma) قائد الفيلق الأفريقي مهمة قيادة قوات المحور لحين وصول رومل.
- مساء يوم 26 أكتوبر يصل رومل إلى الجبهة بعد رحلة طويلة، ويحاول قدر الإمكان الحفاظ على الجبهة متماسكة.
- في ليلة 30-31 أكتوبر تشن الفرقة الأسترالية التاسعة هجوماً ينجح في عزل فرقة المشاة 164 الألمانية، ويدفع رومل بقواته بغرض تحرير تلك الفرقة، وينجح في ذلك في نفس يوم 31 أكتوبر ولكن بخسائر كبيرة.
- في المقابل كان مونتغمري يتعرض لضغوط من رئيس الوزراء البريطاني ونستون تشرشل لعجزه عن تحقيق نصر سريع، ومع ذلك أعطى مونتغمري الجنود راحة استمرت 24 ساعة انتهت في ليلة 1-2 نوفمبر.
- في تلك الليلة شن مونتغمري هجومه عبر تل العقاقير جنوب سيدي عبد الرحمن، ولم تستطع قوات المحور صد الهجوم، وأدرك رومل أن المعركة حسمت نهائياً لصالح البريطانيين. وفي صباح يوم 2 نوفمبر وصلته رسالة عبر المذياع من الزعيم الألماني أدولف هتلر تأمره بالصمود حتى النهاية، ويبدو أن رومل لم يكن متأكداً أن هتلر هو صاحب الرسالة، إذ أمر قواته بالانسحاب.

في 3 نوفمبر وصل النص غير المشفر لرسالة هتلر الأصلية المطالبة بالصمود، ورغم تفوق القوات البريطانية، فإن رومل قرر إطاعة أوامر هتلر ولو لبعض الوقت.
- في 4 نوفمبر لم يعد رومل قادراً على تنفيذ أمر هتلر، فبدأ الانسحاب إلى فوكة في الغرب، وكان قد خسر ما بين عصر 3 نوفمبر، وعصر 4 نوفمبر حوالي 200 دبابة، وكان رومل قد التقى يوم 4 نوفمبر بالقائد الألماني ألبرت كسلرنغ، قائد القوات الألمانية في جبهة البحر المتوسط وأكد له صواب رأيه بالانسحاب، وفي هذا اليوم أيضاً فقد رومل الاتصال بفون توما قائد الفيلق الأفريقي، وسرى اعتقاده بأنه قتل، لكنه في الواقع قد وقع في الأسر.

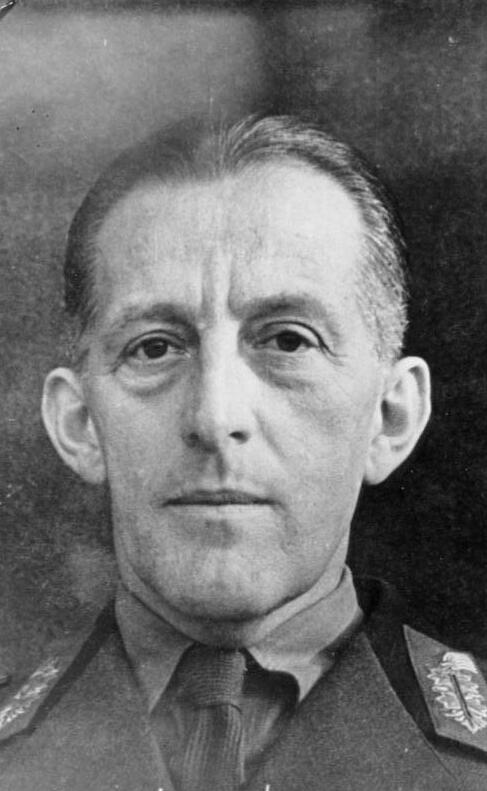
فون توما قائد الفيلق الأفريقي

## ما بعد المعركة
- في 5 نوفمبر حاول رومل إقامة خط دفاعي في فوكة كتمهيد لانسحابه نحو ليبيا.
- في 6 نوفمبر هطول أمطار تعيق التقدم البريطاني تستغلها قوات لمحور في الانسحاب.
- في 7 نوفمبر محاولة قوات المحور التوقف في مرسى مطروح. وفي نفس اليوم تصل رسالة من هتلر تحذر رومل باحتمال قيام الحلفاء الغربيين بإنزال ما بين طبرق وبنغازي.
- في 8 نوفمبر وصلت برقية من رومل موجهة إلى هتلر تشير إلى أن مخاوف الإنزال لا أساس لها، لكنه علم أن الحلفاء قاموا بالإنزال في المغرب والجزائر (عملية الشعلة)، ولذلك قرر رومل أن أفضل ما يفعله في الوقت الحالي هو الانسحاب إلى العقيلة.
- المطاردة التي بدأها الجيش الثامن بعد معركة العلمين لقوات المحور من العلمين انتهت تقريباً في مدينة مدنين في تونس بعد أن قطعت القوات المتحاربة حوالي 2300 كم.
- كانت حملة تونس هي آخر المعارك الحاسمة في أفريقيا، وهي التي أنهت وجود قوات المحور فيها.

## أسباب هزيمة المحور
لم تكن الهزيمة التي تعرضت لها قوات المحور دليلا على ضعفها أو قدرات الحلفاء بقدر ما كانت القوات الألمانية على الأرض ضحية لأخطاء القيادة العليا. بداية من الاعتماد على القوات الإيطالية في مسارح المعارك، ولم تكن إيطاليا أبدا عونا لألمانيا بقدر ما كانت عبئا عليها نتيجة جهل ضباطها واعتمادهم على أساليب القتال القديمة وكذلك قدم الأسلحة وسوء تدريب القوات، وكان هتلر يفرض على قيادة أركانه إرسال قوات ألمانية للأراضي التي تخسر فيها إيطاليا مثل البلقان وشمال أفريقيا، وأدى هذا بالطبع إلى إضعاف القوات الألمانية وتشتيتها على أكثر من جبهة على الرغم من حاجة الجبهات الرئيسية للألمان إلى الدعم مثل جبهة الاتحاد السوفييتي. أضف إلى ذلك، غياب الإمدادات عن القوات في أرض المعركة وبالذات في الطاقة والمحروقات الأمر الذي أدى لخروج الدبابات الألمانية لأيام كاملة من القتال نتيجة نقص الوقود، وكانت إيطاليا تتكفل بدعم القوات في مسرح شمال أفريقيا، إلا أن التفوق الإنجليزي في الجو وكذلك قصفهم لموانئ إيطاليا (مما أدى لإغراق نصف إسطولهم) منع وصول الإمدادات للألمان، طول خطوط الإمداد أدى أيضا إلى إعاقة المحور على أرض المعركة إذ كان أقرب ميناء هو طبرق (يبعد عن ساحة القتال 500 كم) وكان صغيرا لا يسع الحمولات الكبيرة. العدد المحدود من الدبابات والمدرعات على جانب المحور بات سببا رئيسيا أيضاً لخسارة المعركة حتى أن أغلب قوات رومل المدرعة في المعركة كانت من الدبابات الإنجليزية التي استولى عليها في المعارك السابقة. أما أحد أهم الأسباب التي أدت لخسارة رومل فهو نجاح البريطانيين في فك شفرة الاتصالات الألمانية، وهو خلل خطير في القيادة الألمانية التي ظلت تحارب 6 سنوات بدون تغيير شفرة الإرسال التي اعتقدوا أنها معقدة وغير قابلة للكشف. وأصبح الحلفاء في ميدان المعركة على علم بكل التحركات الألمانية قبل حدوثها وهو ما ساعد مونتجمري على اكتشاف خطة رومل قبل بدء المعركة. وعلى الرغم من أن مونتجمري لم يكن عبقرية عسكرية إلا أن كل العوامل السابقة التي أدت لانتصاره كانت كفيلة بجعله بطلا في نظر الإنجليز. إذ استغل الإنجليز انتصاره للدعاية لمونتجمرى (أو مونتى) كما كانوا يلقبونه وذلك للرفع من الروح المعنوية للقوات نتيجة الخسائر الفادحة على كل الجبهات. وكان انتصار العلمين بداية النهاية لإيطاليا الفاشية إذ سرعان ما غزا الحلفاء إيطاليا عبر صقلية وهزموهم في معركة مونتي كاسينو ليدخلوا روما ويقوم الأهالي بالقبض على موسوليني وإعدامه. وبعد ذلك وبعد الخسائر الألمانية على الجبهة الشرقية مع السوفييت أصبحت المبادأة في يد الحلفاء الذين قاموا عام 1944 بإنزال النورماندي لنقل المعركة ضد النازي إلى قلب أوروبا.

## أنظر أيضا
- إنهام العلمين